# Pfarrkirche St. Martin (Villach)

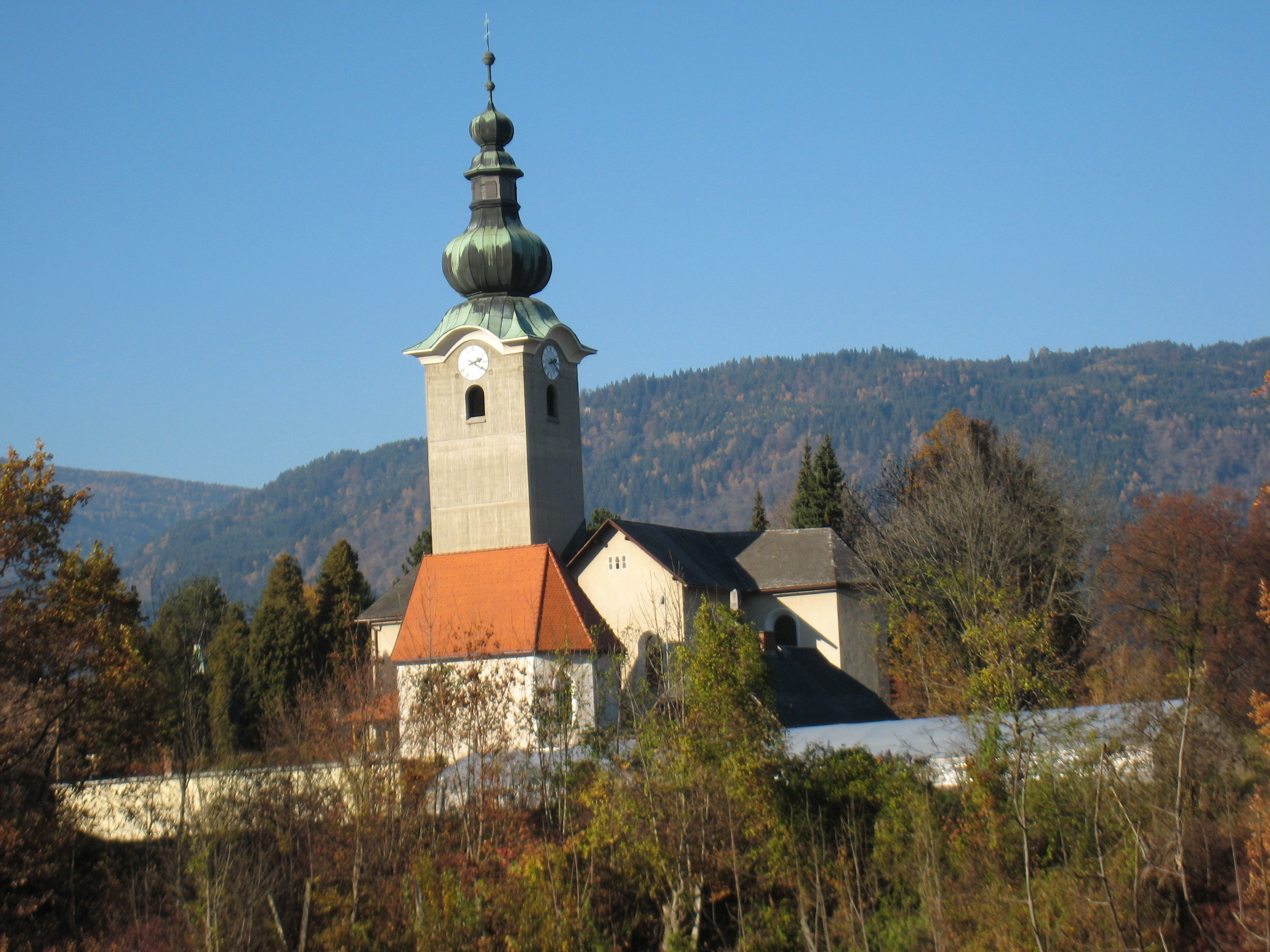
Pfarrkirche St. Martin in Villach

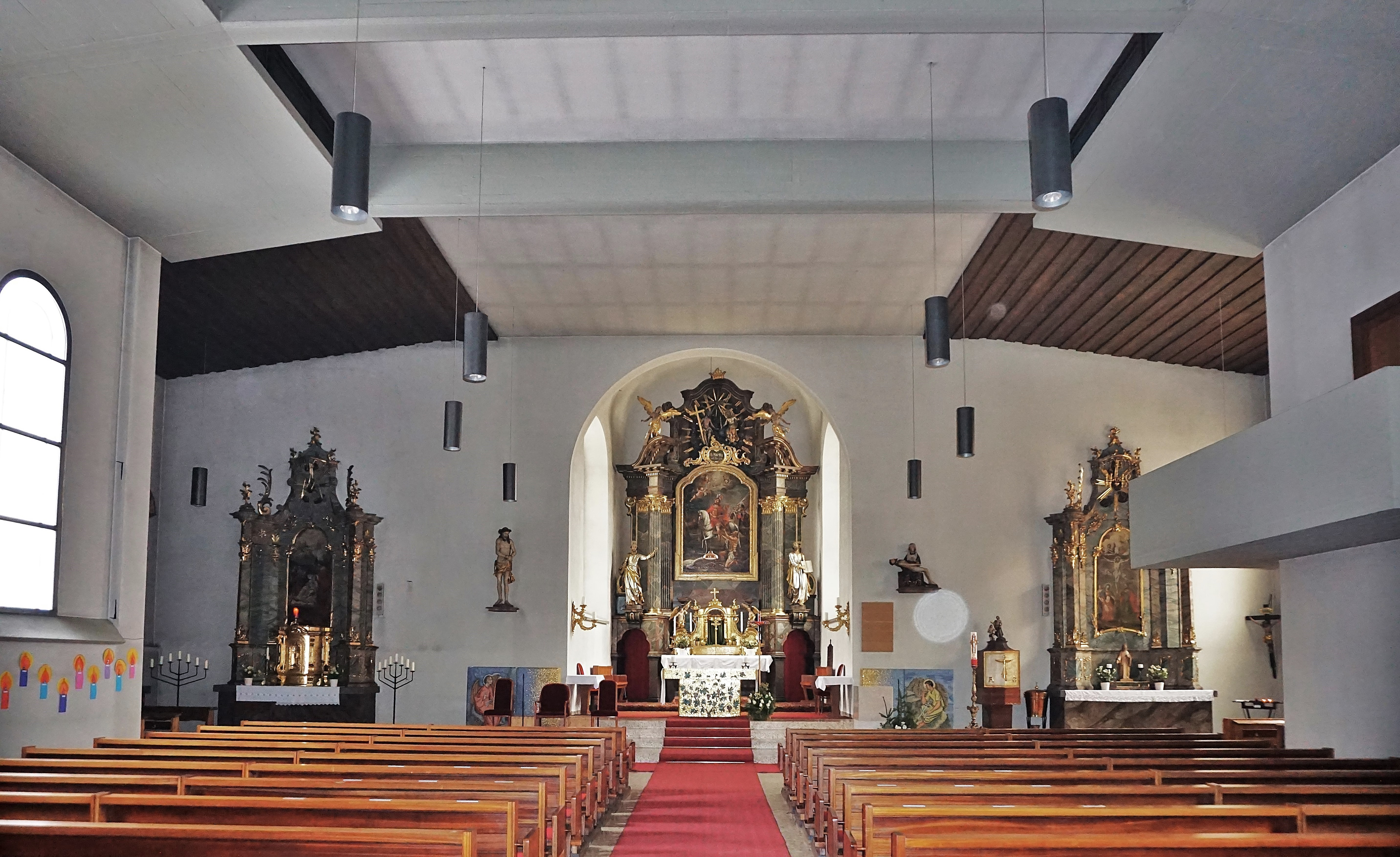
Innenansicht

Die Stadtpfarrkirche Sankt Martin steht auf einer Anhöhe am rechten Drauufer in Villach.

## Geschichte
Der Kirchhügel von St. Martin war schon zur Römerzeit besiedelt. Vermutlich bald nach 800 entstand hier eine Kirche für den fränkischen Hof, die dem fränkischen Nationalheiligen Martin geweiht wurde. 979 wurde eine Eigenkirche des Hofes Villach genannt, wohl St. Martin. Nach 1007 wurde eine bambergische Eigenkirche erwähnt. Eine ecclesia S. Martini wurde erstmals 1197 urkundlich genannt. Die Erhebung zur Pfarre erfolgte 1244. Nachdem die Kirche im 16. Jahrhundert längere Zeit protestantisch war, wurde 1594 die Gegenreformation durchgeführt. In der Barockzeit erfolgte die Umgestaltung des Vorbaues und der Langhausfenster und die Errichtung des Zwiebelturmes. Im Herbst 1916 kam es hinter der Kirche zu Hangrutschungen und vier Meter der Kirchhofmauer stürzten in die Tiefe. Durch einen Sakristeiumbau stürzte am 24. Juni 1962 der Kirchturm ein und beschädigte Langhaus und Querschiff. Im Schuttmaterial wurden zahlreiche römerzeitliche Inschriften und Relieffragmente gefunden, die sich jetzt im Stadtmuseum Villach befinden. Beim Wiederaufbau durch Ernst Ranner wurde das Langhaus verbreitert.
Bis 1752 gehörte St. Martin zum Patriarchat von Aquileja, danach zum Erzbistum Görz und seit 1786 zur Diözese Gurk. Das Pfarrgebiet umfasste lange Zeit auch die Gegend von Bleiberg-Kreuth, den Dobratschrücken und das gesamte Gebiet zwischen Drau und Gail mit Ausnahme von Villach innerhalb der Stadtmauern und der Eigenkirche St. Peter/Perau. Nachdem St. Martin 1905 in die Stadt Villach einverleibt wurde, erfolgte 1908 die Erhebung zur Stadtpfarre. 1952 wurde Auen von St. Martin eigenständig und die Pfarre St. Josef errichtet, ebenso wurden Völkendorf, Möltschach und Judendorf abgetrennt und 1981 die Pfarre Heiligste Dreifaltigkeit eingerichtet.

## Bauwerk
Die Kirche ist ein einschiffiger Bau mit Seitenkapellen, die von außen wie die Arme eines Querhauses erscheinen, und eingezogenem Chor. Der massive Turm steht in der Südostecke zwischen Langhaus und Südkapelle. In der offenen zweijochigen Vorhalle befinden sich Grabsteine, darunter eine Wappengrabplatte von 1539. Vor dem Einsturz des Turmes waren die romanischen Langhausmauern und der romanische Turm die ältesten Teile. Der spätgotische tonnengewölbte Chor hat einen 5/8-Schluss. Die beiden querschiffartigen Kapellen sind kreuzgratgewölbt.

## Einrichtung

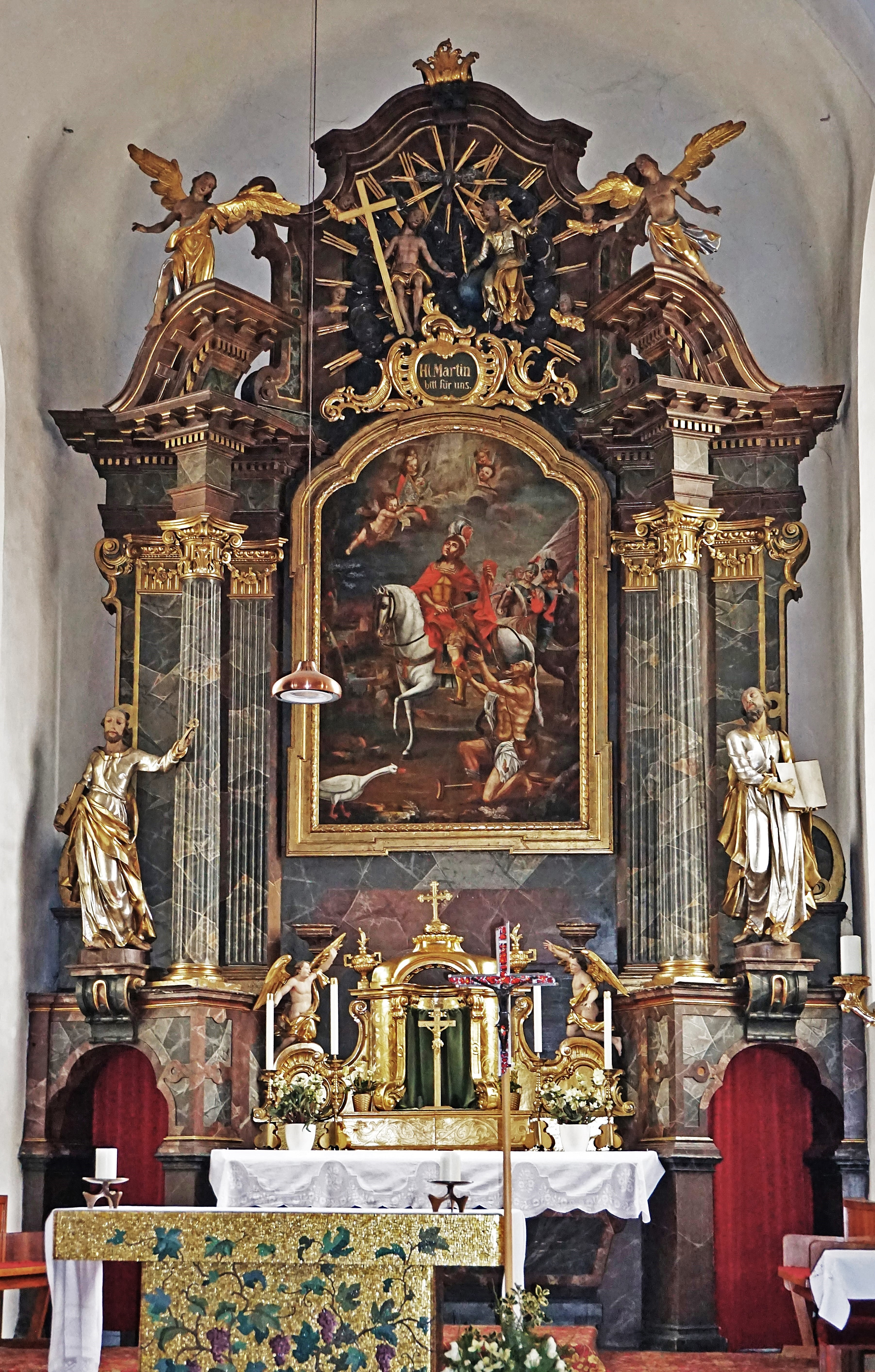
Der Hochaltar

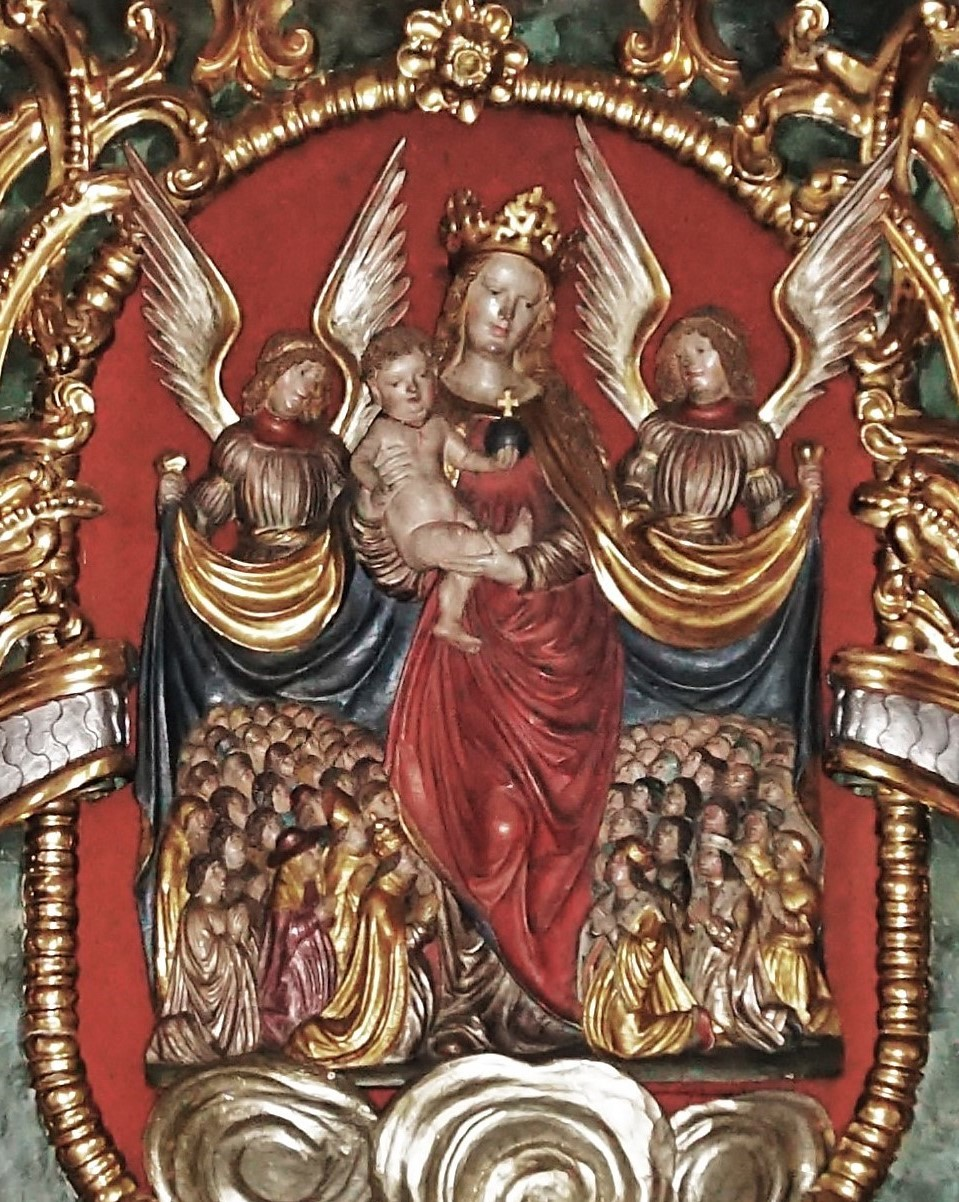
Schutzmantelmadonna, Holzrelief im Marienaltar

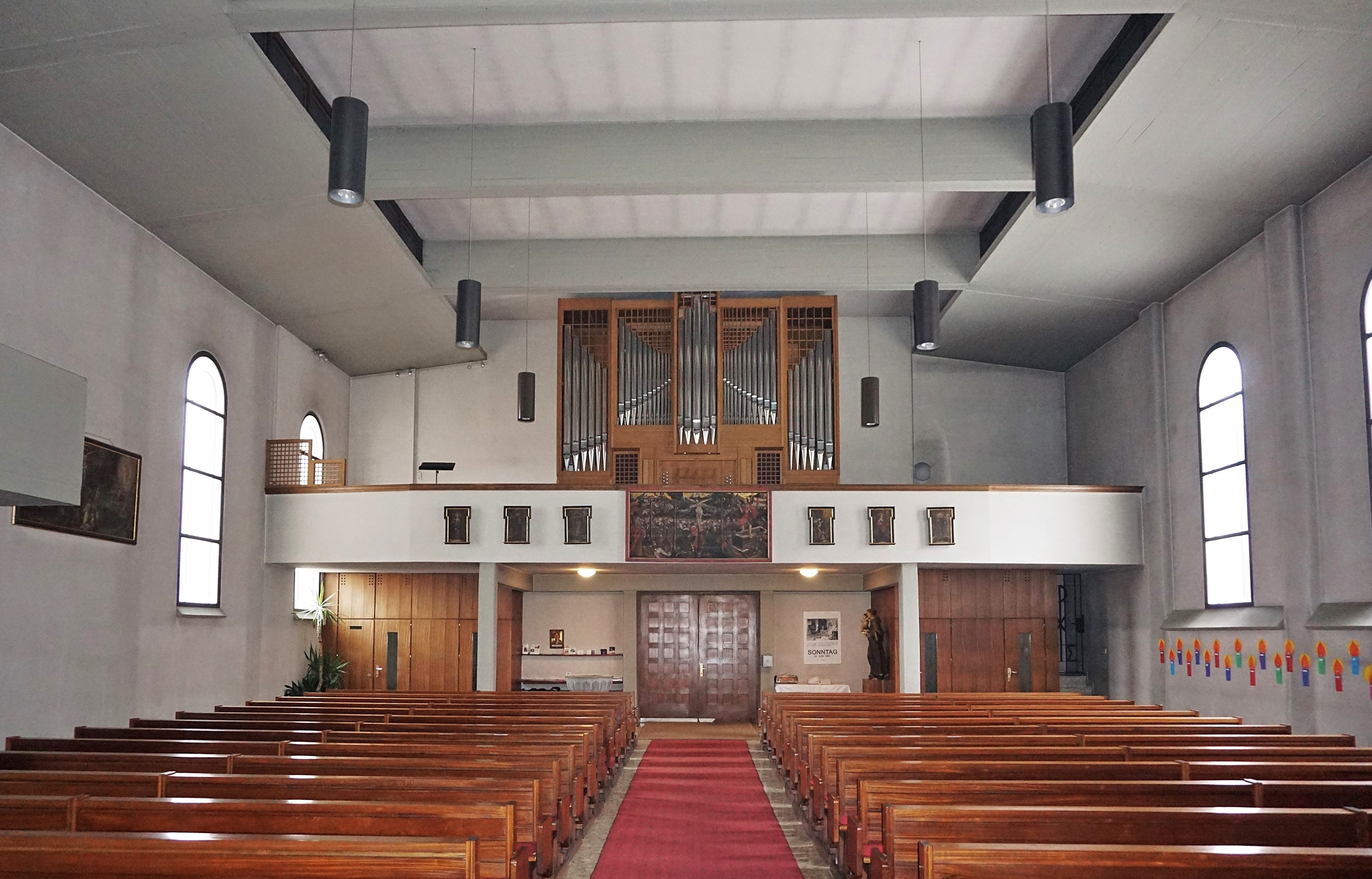
Innenansicht mit Orgelempore

Der barocke Hochaltar ist ein von Joseph Preimbl 1778 geschaffener Ädikula-Altar mit gesprengtem Wellengiebel. Das Altarbild zeigt die Legenden des hl. Martin. Die beiden Statuen über den Opfergangportalen, links Petrus und rechts Paulus, wurden von Johann Mayer geschaffen. Den Altaraufsatz bilden eine plastische Dreifaltigkeitsgruppe und Engelsfiguren.
Der nördliche Querschiffaltar entstand um 1670. Er besteht aus einer Ädikula mit gestaffelter Doppelsäulenstellung über kleinem Sockel. Den Altaraufsatz bildet ein gesprengter Segmentgiebel mit reicher Knorpelwerkkartusche. Weiteres Knorpelwerk befindet sich am Sockel und im Gebälk. Der Altar zeigt eine Schutzmantelmadonna mit Kind und zwei den Mantel ausbreitende Engel. Dieses Holzrelief wurde um 1510 geschaffen und wird Meister Heinrich von Villach zugeschrieben.
An der östlichen Wand des Querschiffes steht ein schlichter Altar aus der Mitte des 18. Jahrhunderts mit in Weißgold gefasstem Tabernakel. Das Bild stellt den Tod des hl. Josef dar. Der Altar dient heute als Sakramentsaltar. Der Kreuzaltar an der Ostwand des südlichen Querschiffs ist ebenfalls in der Mitte des 18. Jahrhunderts entstanden. Sein Bild zeigt die Kreuzigung Jesu.

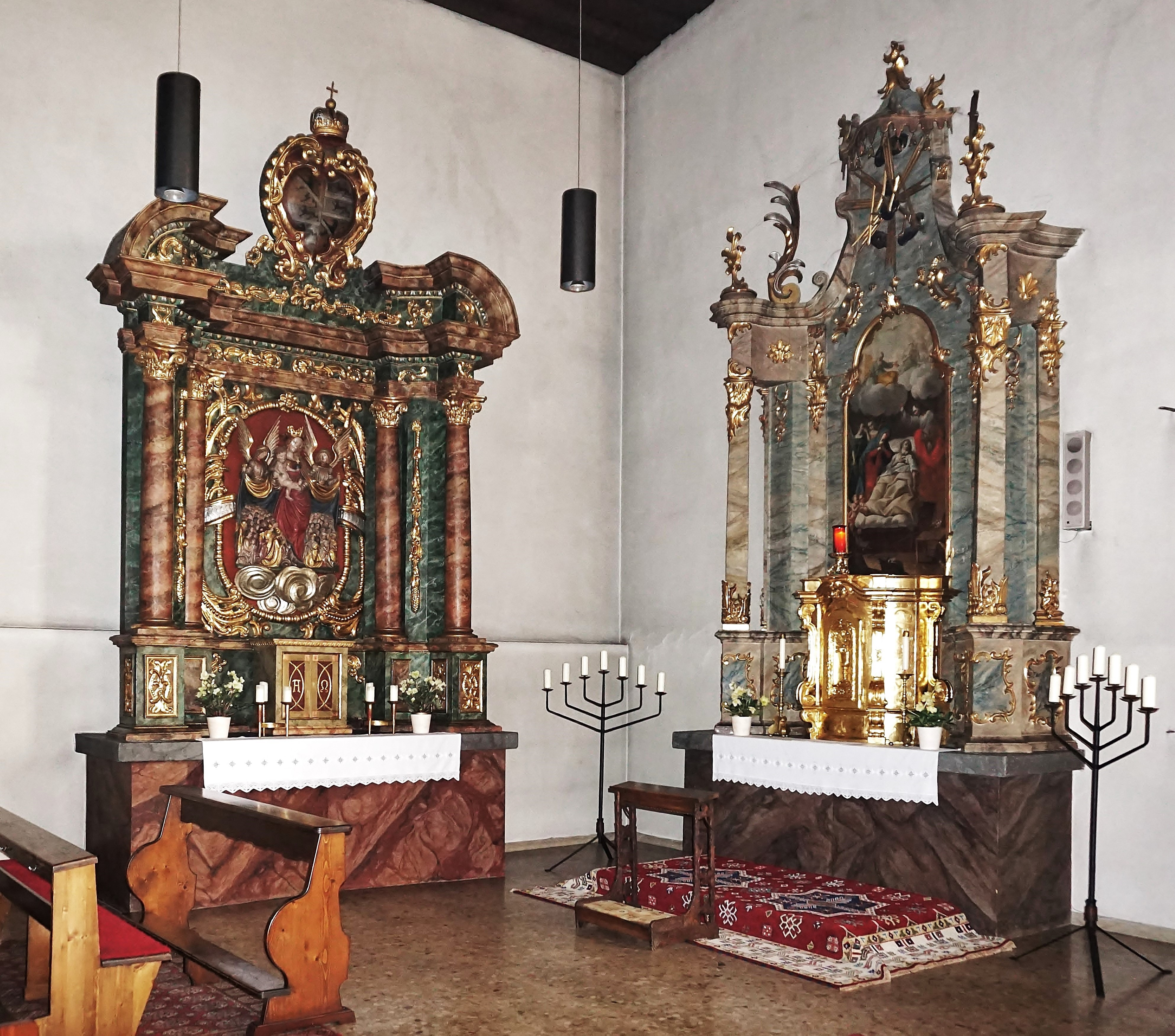
Der Marien- und der Josefsaltar im nördlichen Querschiff
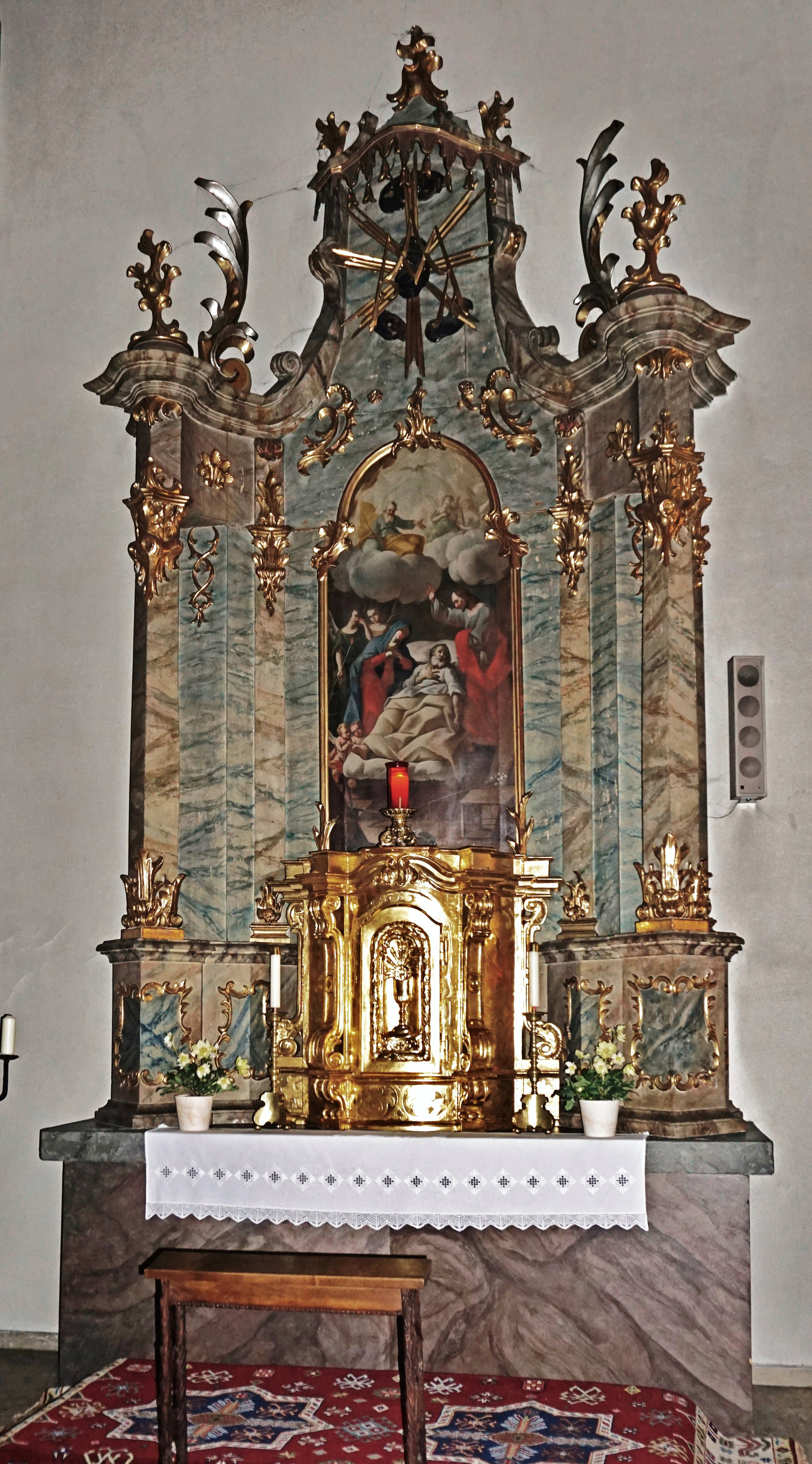
Der Josefsaltar
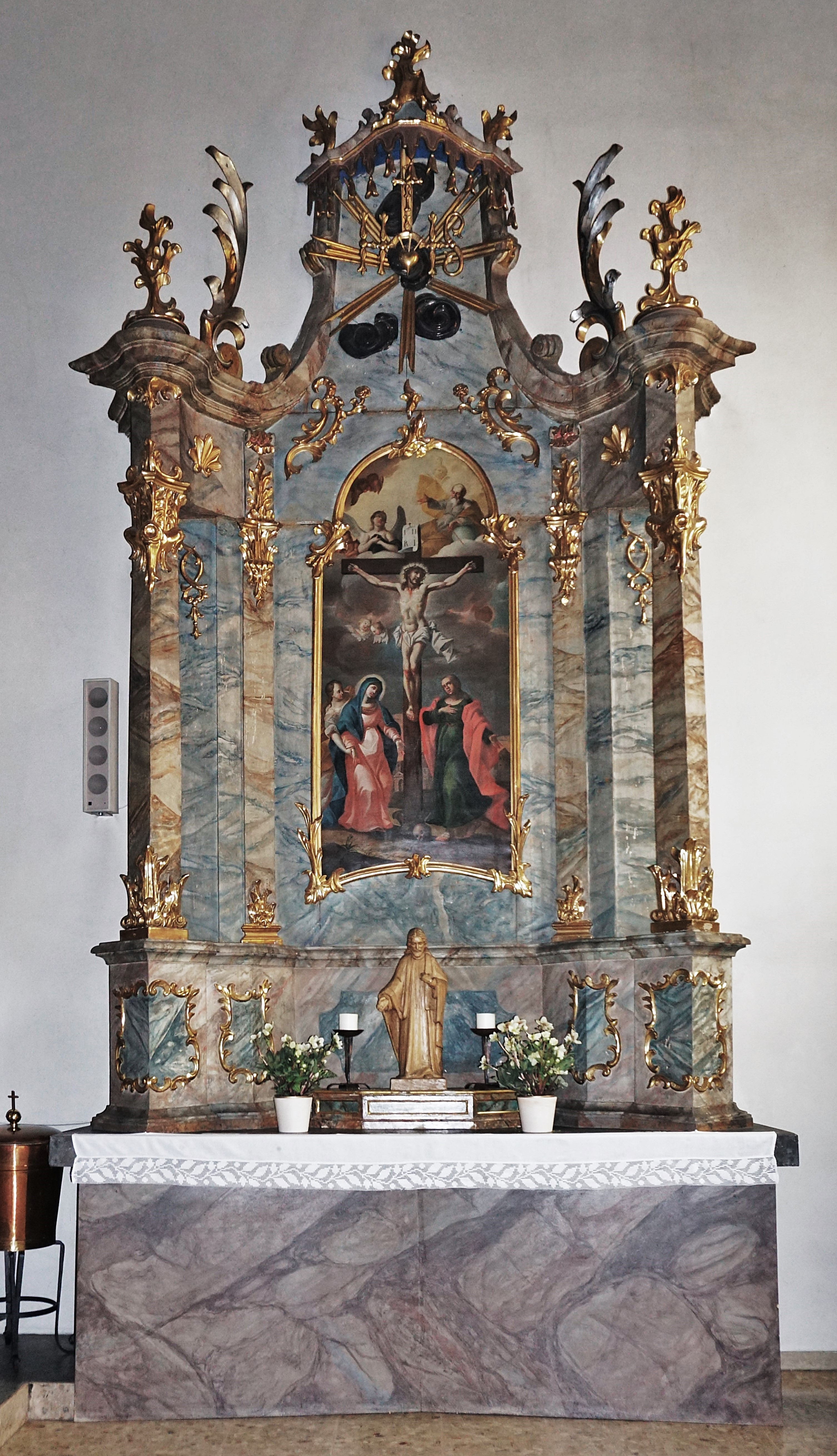
Der Kreuzaltar

Als Konsolfiguren sind ein barocker Ecce homo und ein um 1420 entstandenes Vesperbild (Pietà) im Weichen Stil vorhanden. Der moderne Taufstein wird von einer barocken Taufgruppe bekrönt.
An der südlichen Langhauswand hängt ein breitformatiges Gemälde, das vermutlich 1580 von Anton Blumenthal gemalt wurde. Es ist die Wiederholung des Tafelgemäldes gleichen Themas von 1540, das jetzt an der Orgelempore angebracht ist. Das ältere Bild war von der jüngeren Version überdeckt und wurde erst 1962 entdeckt. Beide Bilder zeigen das reformatorische Motiv von Gesetz und Gnade, eine allegorische Gegenüberstellung von Altem und Neuem Testament. Das  Alte Testament wird durch die eherne Schlange symbolisiert, die Gnade Gottes durch den Gekreuzigten und die Auferstehung.

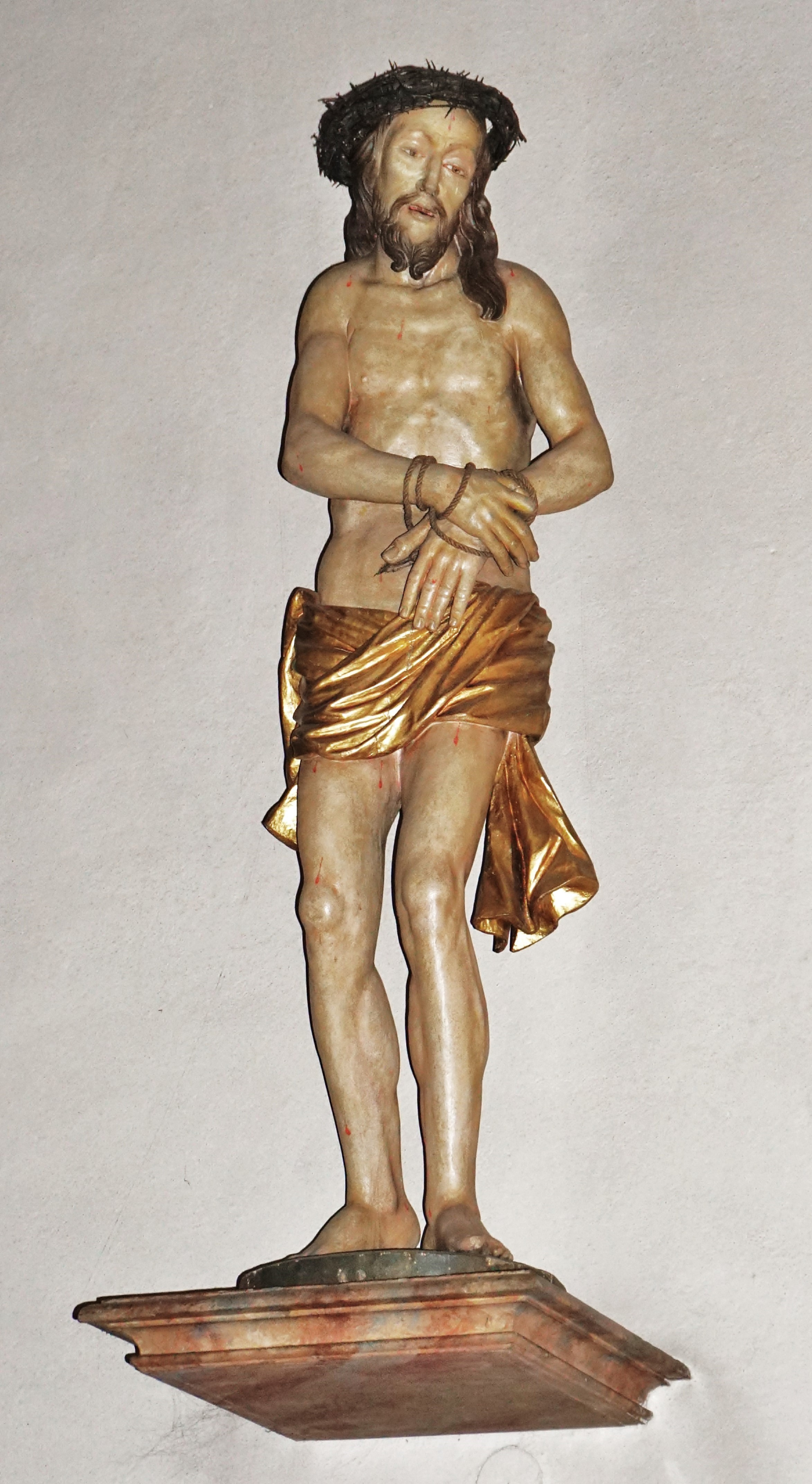
Ecce homo
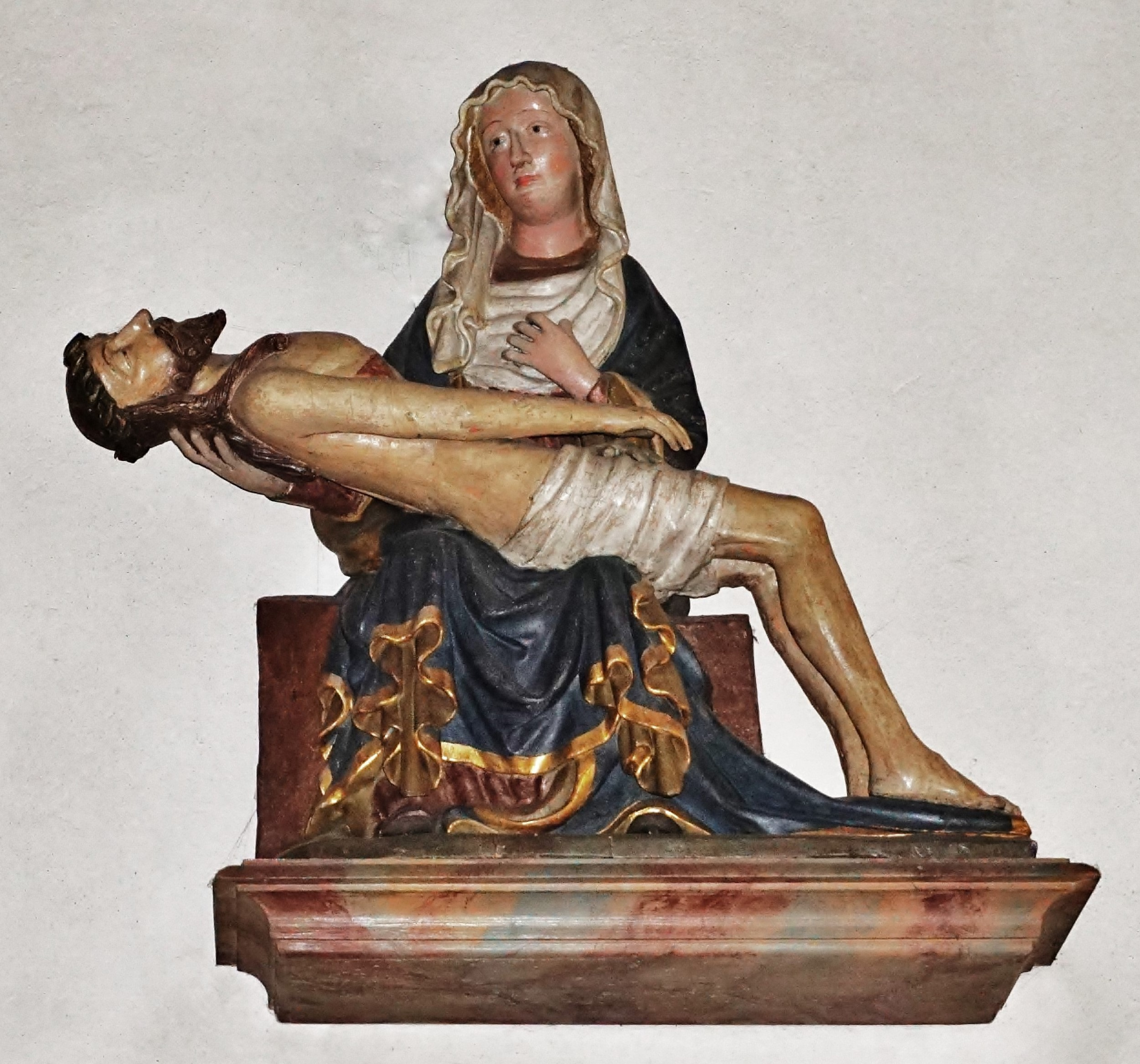
Pietà
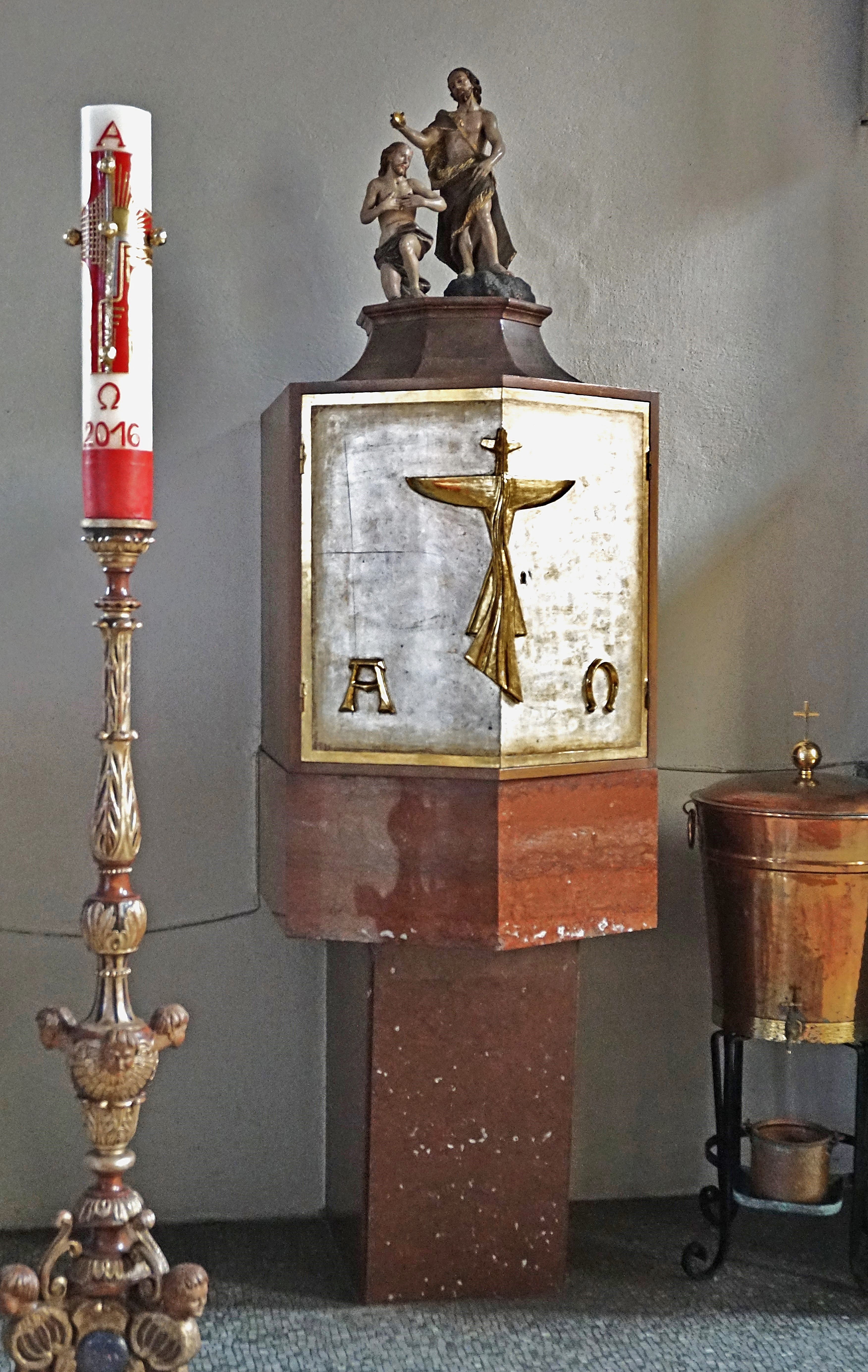
Taufbecken mit barocker Taufgruppe
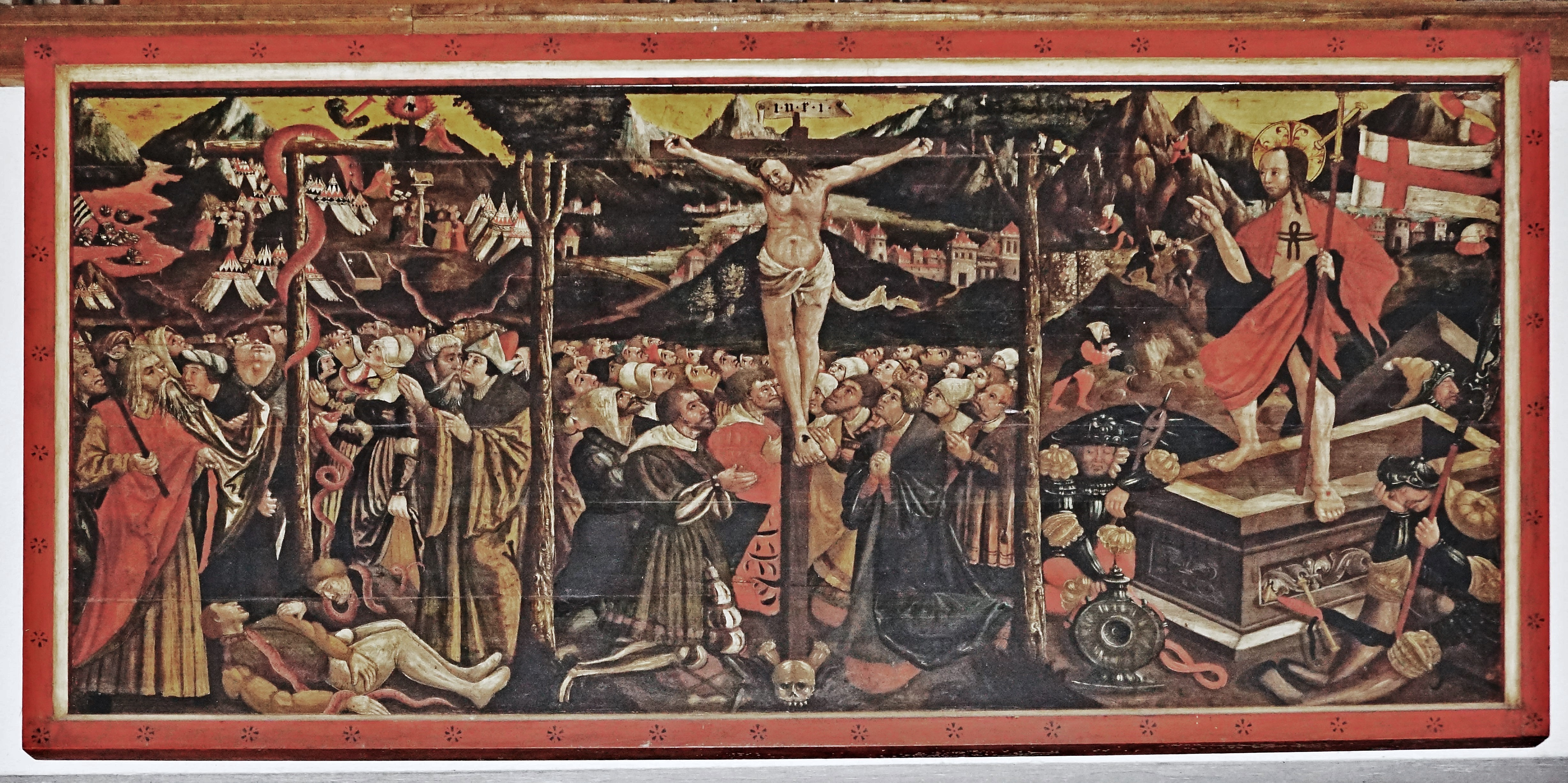
Tafelbild (um 1540), Altes und Neues Testament
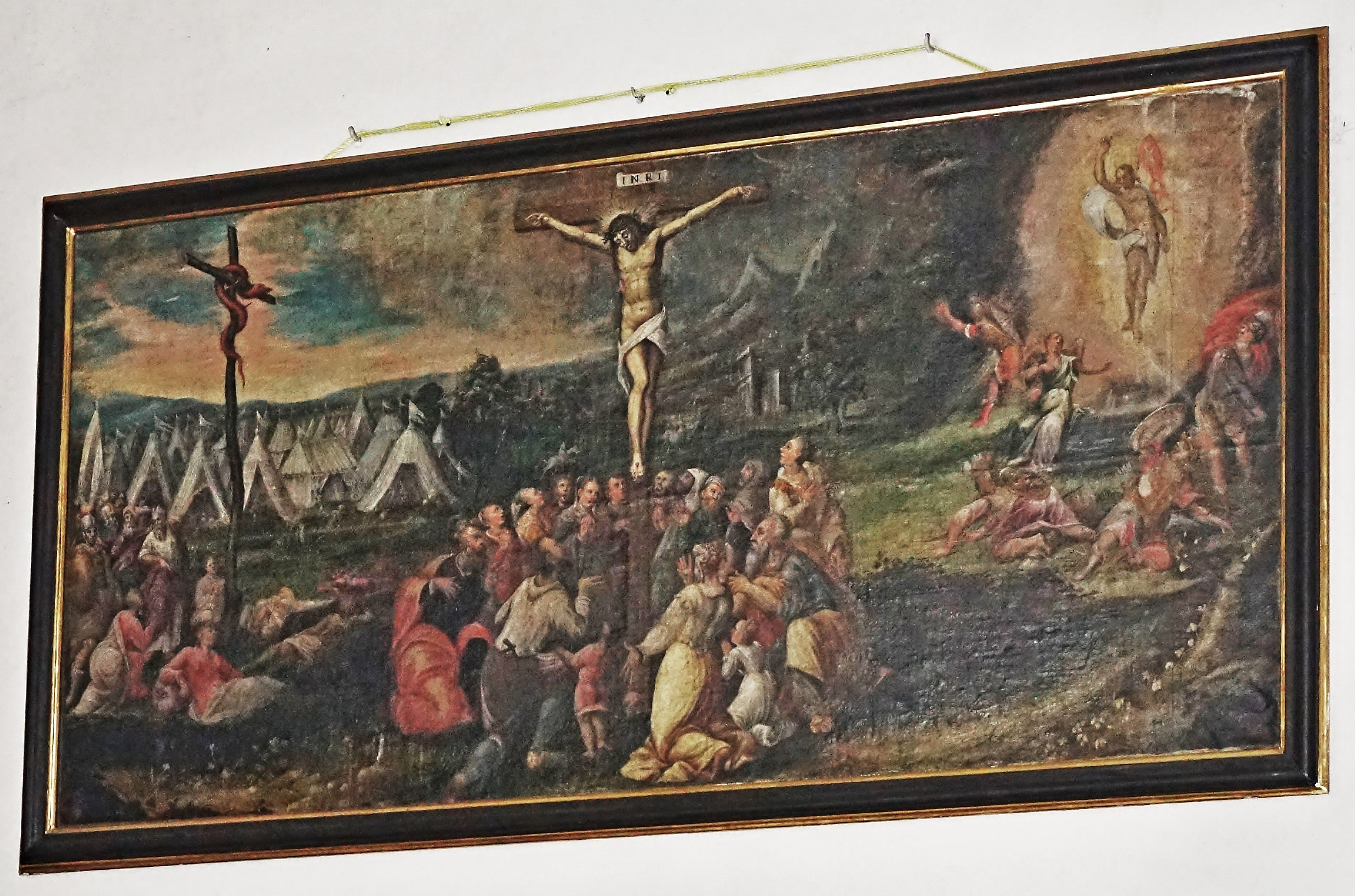
Tafelbild (1580), Altes und Neues Testament

Die Orgel wurde 1999 von Christian Erler neu gebaut.
Die Glocke von Georg Becherer ist mit „1611“ bezeichnet.

## Kapelle Hl. Michael

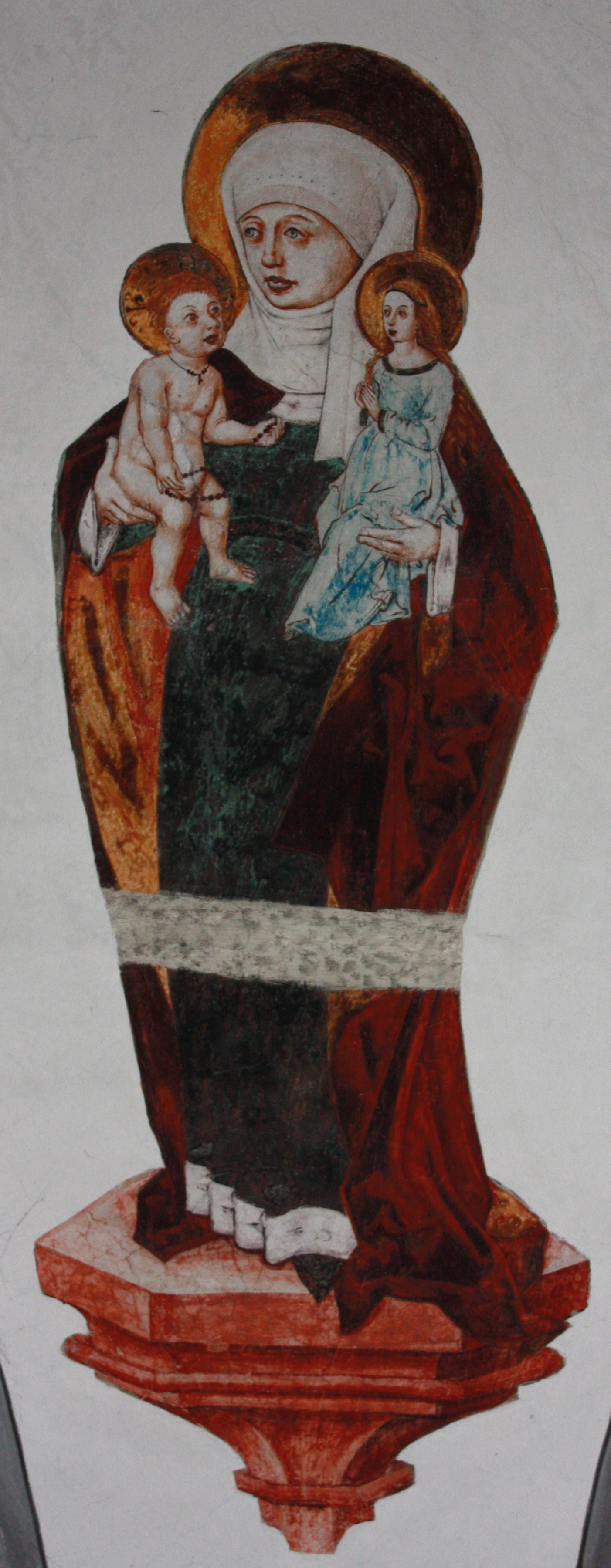
Anna selbdritt

Die südlich der Kirche gelegene spätgotische Kapelle ist ein im 15. Jahrhundert errichteter, schlichter zweijochiger Bau mit 3/8-Schluss. Das Sternrippengewölbe ist mit um 1510/1520 datierten Fresken bemalt. In der Mitte sind die Heiligen Florian, Georg, Matthäus und Michael zu sehen. Links sind Johannes der Täufer, Anna selbdritt und die heilige Katharina dargestellt, rechts der Evangelist Johannes, die Madonna und der heilige Rupert. Die bemalten Schlusssteine stellen das Lamm Gottes, die segnende Hand, die Heiliggeisttaube und das Haupt Christi dar.